# Сан Винченцо Вале Ровето
Сан Винченцо Вале Ровето (итал. San Vincenzo Valle Roveto) је насеље у Италији у округу Л'Аквила, региону Абруцо.
Према процени из 2011. у насељу је живело 213 становника. Насеље се налази на надморској висини од 568 м.

## Становништво
Према резултатима пописа становништва 2011. у општини је живело 2.433 становника.
| 1936. | 1951. | 1961. | 1971. | 1981. | 1991. | 2001. | 2011. |
| ----- | ----- | ----- | ----- | ----- | ----- | ----- | ----- |
| 3.921 | 4.178 | 3.574 | 3.182 | 3.044 | 2.757 | 2.577 | 2.433 |